# Radical Orthodoxy

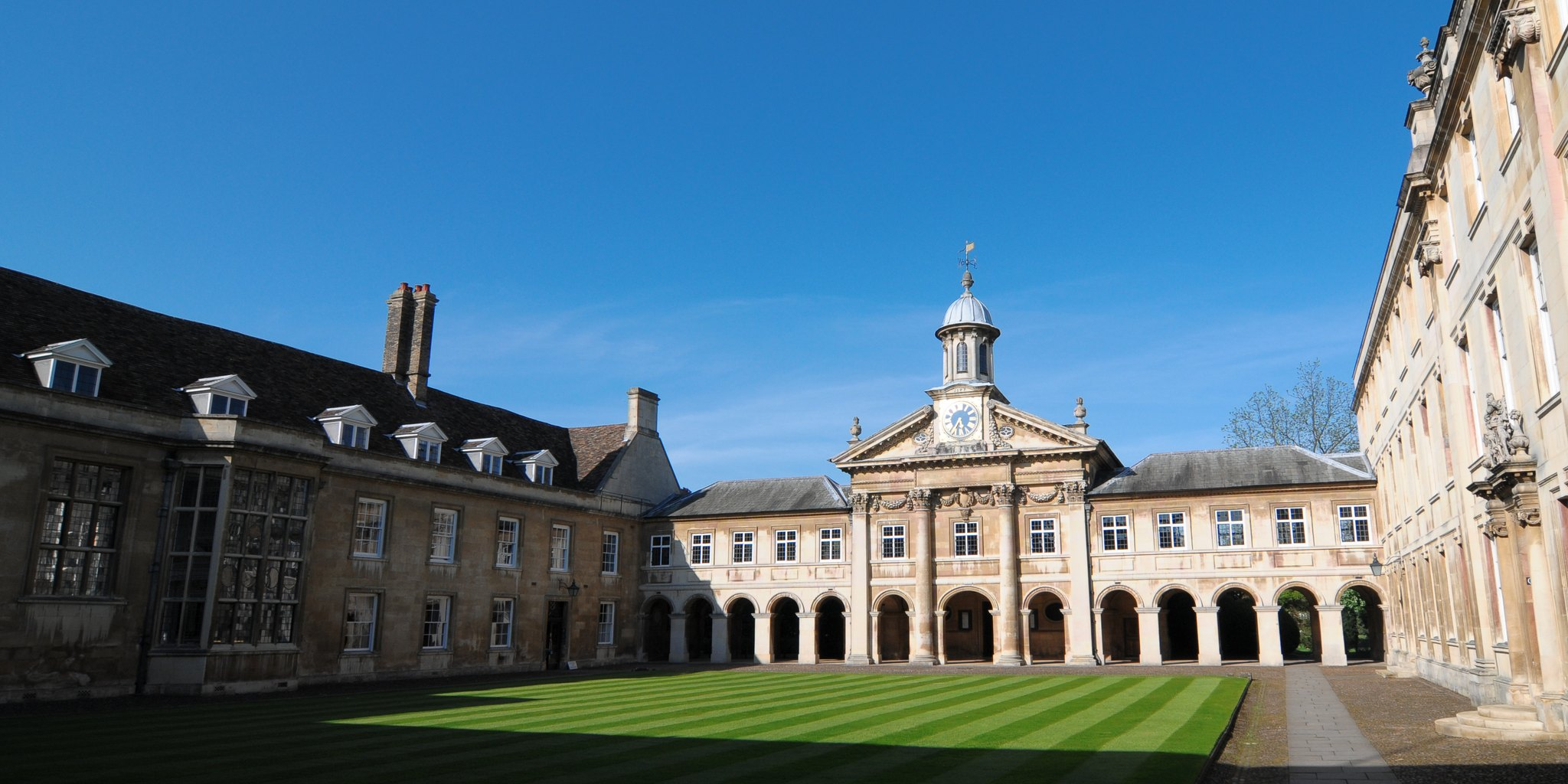
Cambridge University Emmanuel College Front Court avec la salle à manger (à gauche) et la chapelle (au milieu).

Le mouvement théologique Radical Orthodoxy (en français : Orthodoxie radicale) est né à Cambridge en Angleterre, dans la suite de la philosophie communautarienne. Son principal représentant est le théologien anglican John Milbank, mais plusieurs auteurs de ce mouvement méritent d'être nommés, dont William T. Cavanaugh, professeur à l'université St. Thomas, auteur de Torture et Eucharistie, Mondialisation-communion, Être consommé et Le mythe de la violence religieuse, ainsi que Catherine Pickstock, professeur à l'université de Cambridge, auteur notamment de Thomas d'Aquin et la quête eucharistique et d' Après l'écrit : Sur l'achèvement liturgique de la philosophie.
Une des caractéristiques clés du mouvement est de prendre au sérieux les premiers commandements du Décalogue (Je suis le Seigneur ton Dieu. Tu n'auras pas d'autre dieu devant moi...), jusque dans ses dernières conséquences.

## Aller plus loin